# Transat Jacques Vabre
De Transat Jacques Vabre is een non-stop zeilwedstrijd over de Atlantische Oceaan zonder hulp van buitenaf, voor teams van twee. De wedstrijd bestaat sinds 1993 en wordt elke twee jaar gevaren in de oneven jaren. De wedstrijdafstand is ruim 8000 kilometer, afhankelijk van de gekozen route. Gedurende de historie van de race is er gevaren in wisselende typen jachten in aparte klassen. Er wordt gevaren met trimarans en monohulls van 15 tot 20 meter lengte. 

## Route
De wedstrijd volgt de historische koffieroute tussen Frankrijk en Brazilië. Startpunt is sinds het begin de Franse havenplaats Le Havre. Als eindpunt hebben diverse Zuid-Amerikaanse steden gefungeerd; in de meest recent gevaren editie van 2019 is dat Salvador da Bahia in Brazilië. De start is traditioneel in november. Als gevolg hiervan worden de teams na de start geconfronteerd met een harde tegenwind uit lagedrukgebieden die naar Europa trekken. De eerste vier dagen zijn voor veel deelnemers dan ook de zwaarste. De schepen versnellen wanneer ze de passaatwinden oppikken die van de Portugese kust richting de evenaar waaien. Na het passeren van de doldrums en de evenaar varen de jachten op hoge snelheid voor de wind naar de Zuid-Amerikaanse kust.

## Fotogalerij

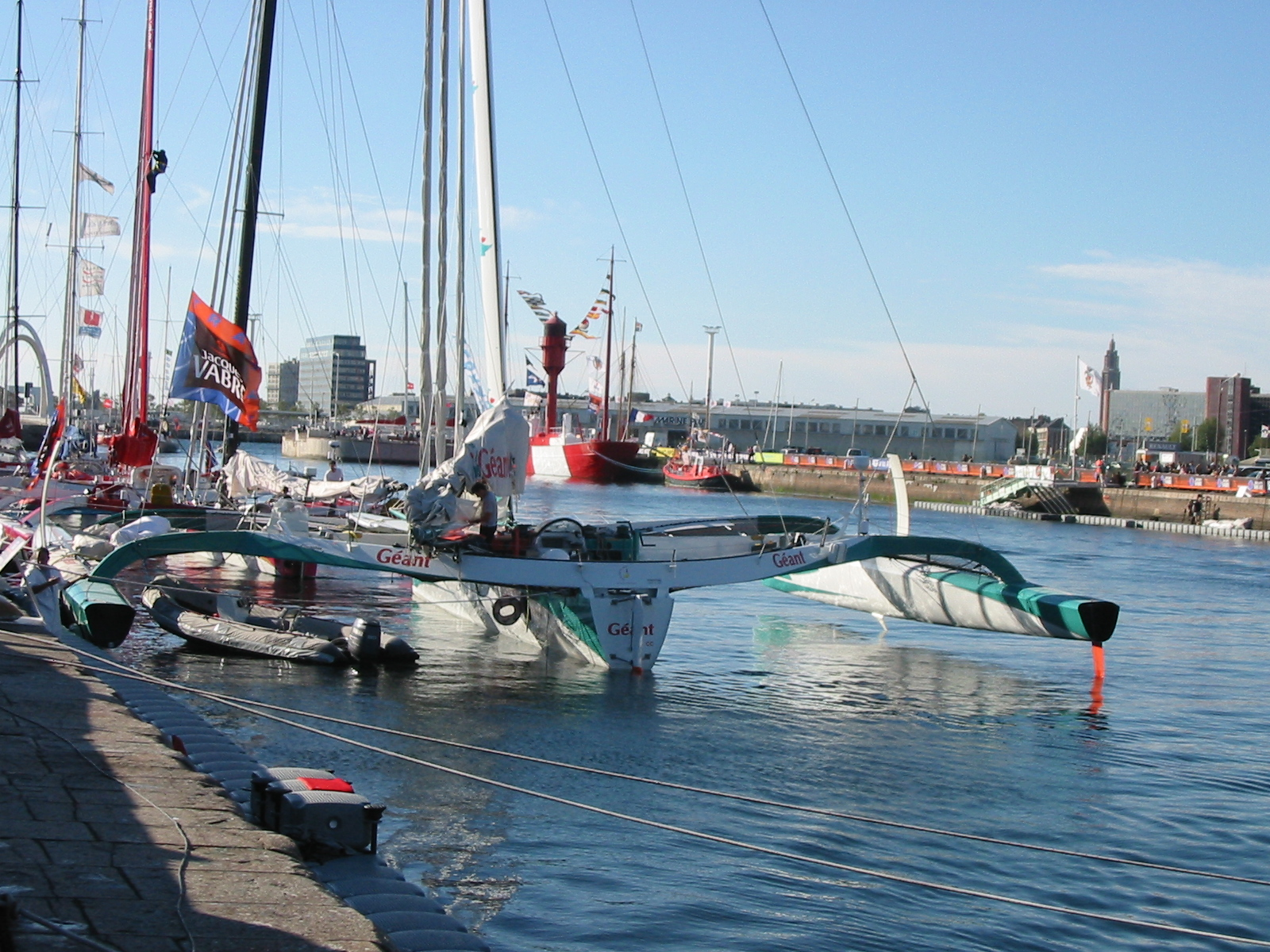
De trimaran Géant in Le Havre in 2005
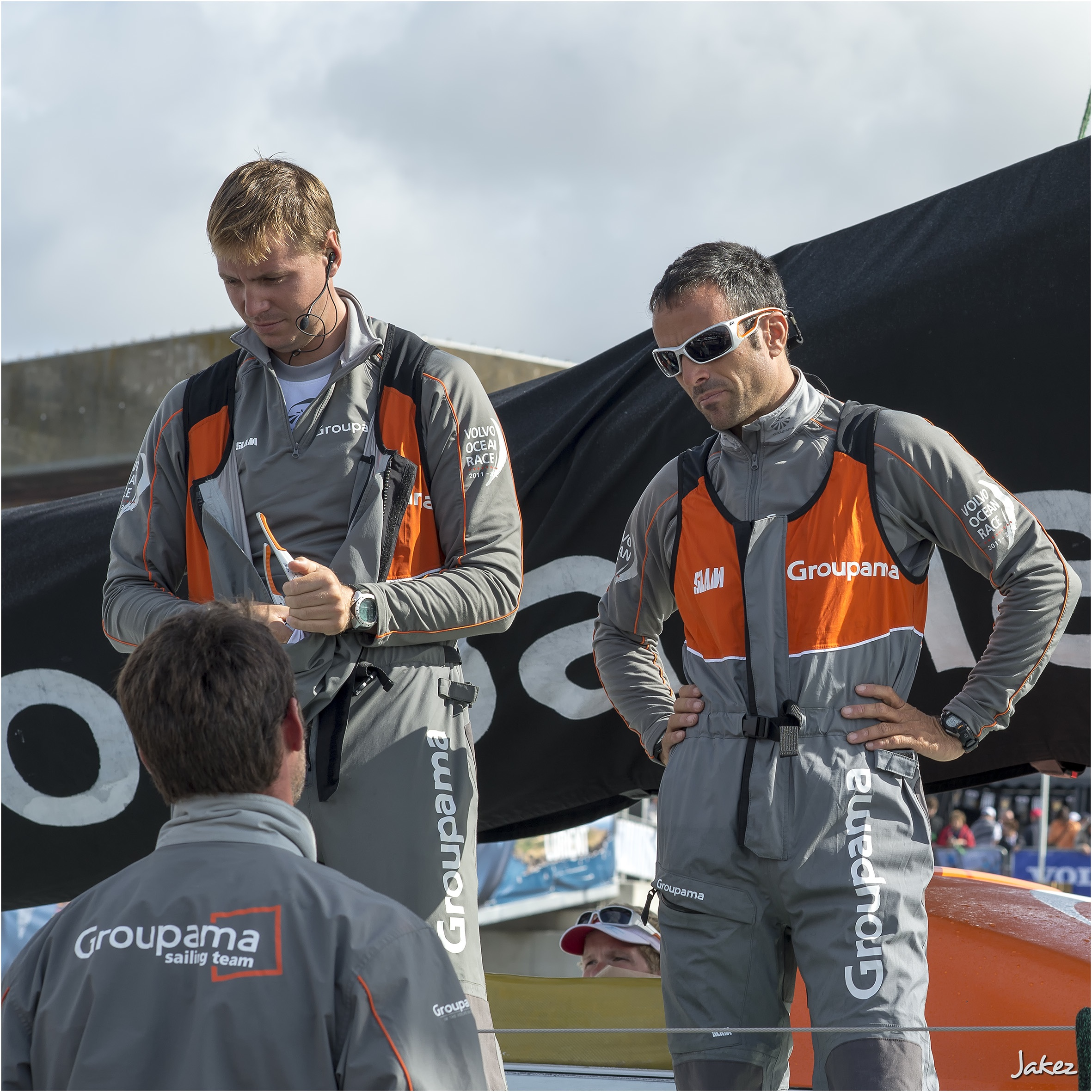
Franck Cammas (rechts), winnaar in 2001, 2003 en 2007
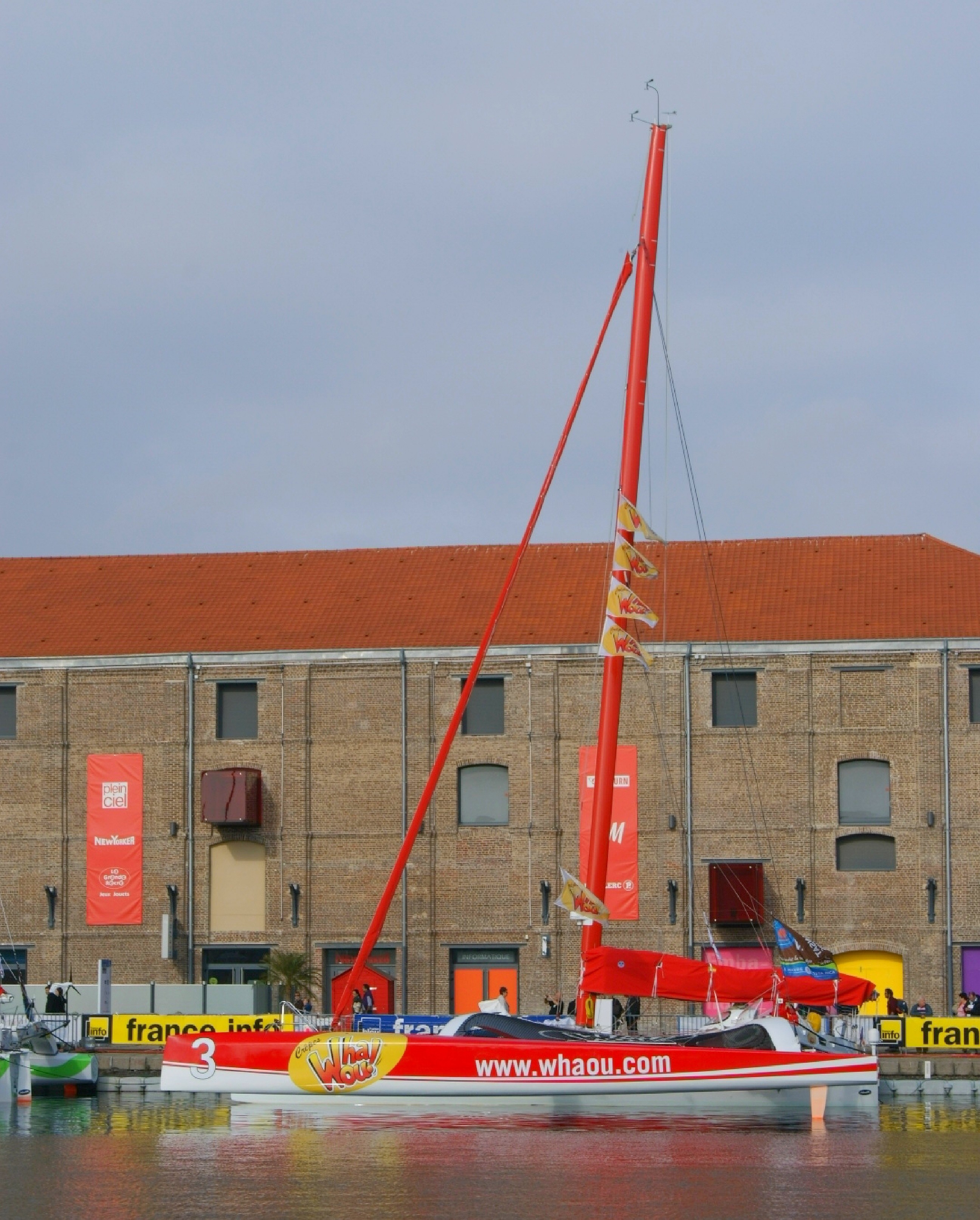
Crèpe Whaou!, winnaar in 2009
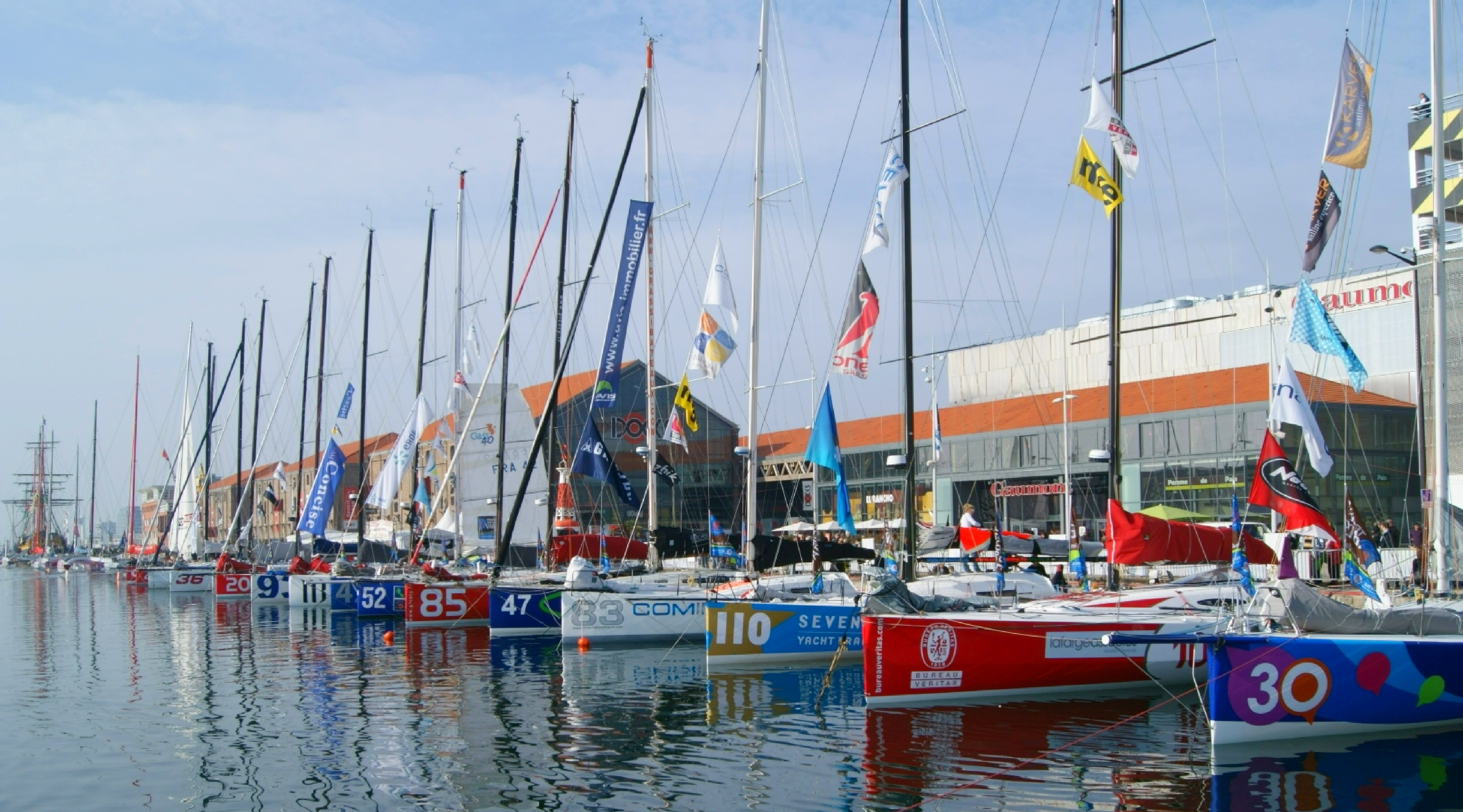
Deelnemers uit de Class 40 in 2011
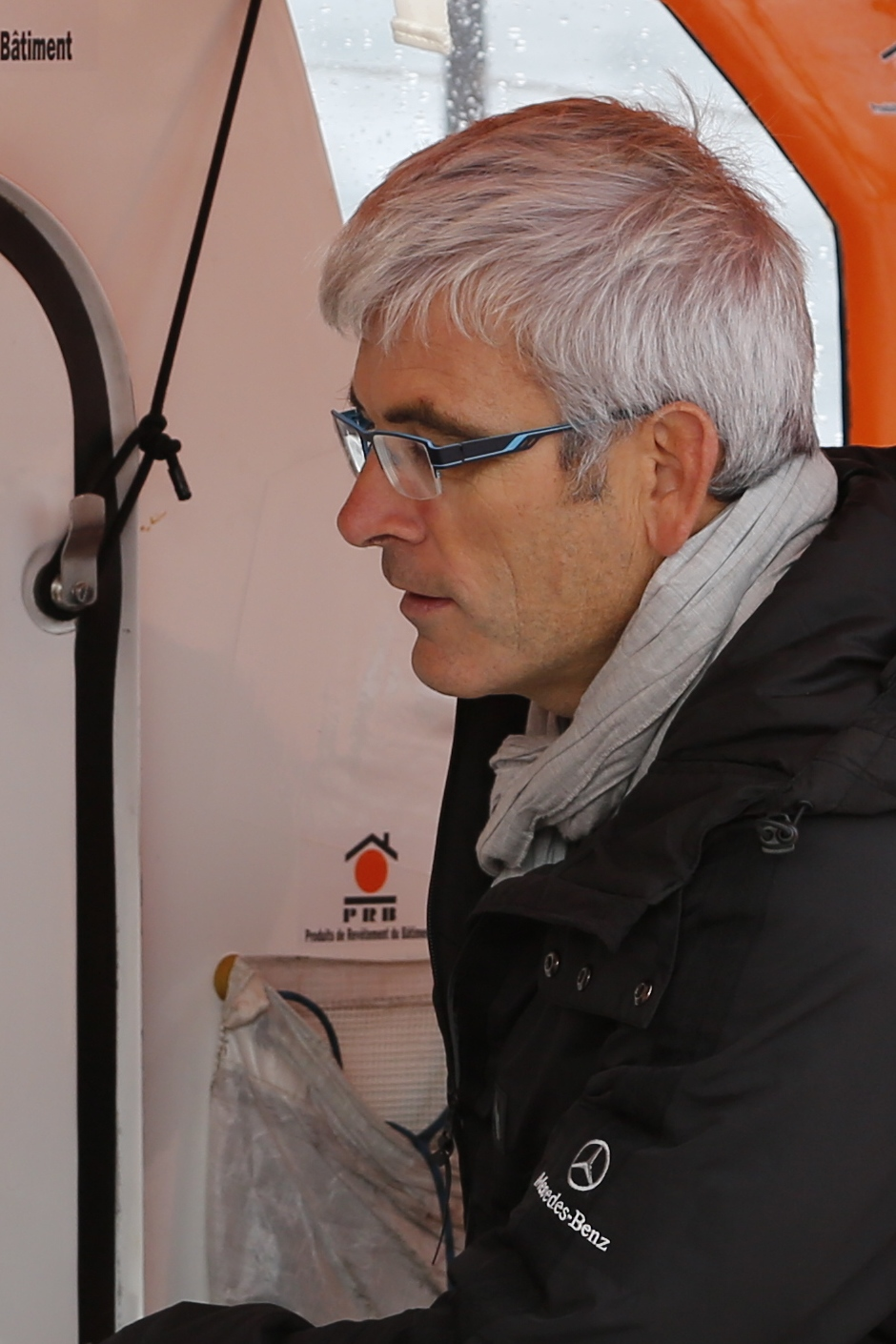
Vincent Riou, winnaar in 2013

## Winnaars
Onderstaande tabel geeft een overzicht van alle gevaren edities van de Transat Jacques Vabre.
|        |                   |            | Multihull                          | Multihull              | Multihull                       | Monohull                             | Monohull              | Monohull                        |
| Editie | Eindpunt          | Deelnemers | Winnaar(s)                         | Jacht                  | Tijd                            | Winnaar(s)                           | Jacht                 | Tijd                            |
| ------ | ----------------- | ---------- | ---------------------------------- | ---------------------- | ------------------------------- | ------------------------------------ | --------------------- | ------------------------------- |
| 1993   | Cartagena         | 13         | Paul Vatine                        | Région Haute-Normandie | 16 dagen en 46 minuten          | Yves Parlier                         | Cacolac d'Aquitaine   | 18 dagen, 23 uren en 38 minuten |
| 1995   | Cartagena         | 11         | Paul Vatine Roland Jourdain        | Région Haute-Normandie | 14 dagen, 12 uren en 25 minuten | Jean Maurel Fred Dahirel             | Côte-d'Or             | 21 dagen, 8 uren en 40 minuten  |
| 1997   | Cartagena         | 18         | Laurent Bourgnon Yvan Bourgnon     | Primagaz               | 14 dagen, 7 uren en 37 minuten  | Yves Parlier Éric Tabarly            | Aquitaine Innovations | 19 dagen, 23 uren en 19 minuten |
| 1999   | Cartagena         | 18         | Loïck Peyron Franck Proffit        | Fujicolor              | 15 dagen, 2 uren en 8 minuten   | Thomas Coville Hervé Jan             | Sodebo                | 19 dagen, 17 uren en 31 minuten |
| 2001   | Salvador da Bahia | 33         | Franck Cammas Steve Ravussin       | Groupama               | 14 dagen, 9 uren en 3 minuten   | Roland Jourdain Gaël Le Cléac’h      | Sill Pleint Fruit     | 16 dagen, 13 uren en 23 minuten |
| 2003   | Salvador da Bahia | 38         | Franck Cammas Franck Proffit       | Groupama               | 11 dagen, 23 uren en 10 minuten | Jean-Pierre Dick Nicolas Abiven      | Virbac Ross           | 16 dagen, 15 uren en 18 minuten |
| 2005   | Salvador da Bahia | 34         | Pascal Bidégorry Lionel Lemonchois | Banque Populaire IV    | 14 dagen, 1 uur en 46 minuten   | Jean-Pierre Dick Loïck Peyron        | Virbac Paprec         | 13 dagen, 9 uren en 19 minuten  |
| 2007   | Salvador da Bahia | 60         | Franck Cammas Steve Ravussin       | Groupama 2             | 10 dagen en 38 minuten          | Michel Desjoyeaux Emmanuel Le Borgne | Foncia                | 17 dagen, 2 uren en 37 minuten  |
| 2009   | Puerto Limón      | 20         | Franck-Yves Escoffier Erwan Leroux | Crêpes Whaou!          | 15 dagen, 15 uren en 31 minuten | Marc Guillemot Charles Caudrelier    | Safran                | 15 dagen, 19 uren en 22 minuten |
| 2011   | Puerto Limón      | 35         | Yves Le Blevec Samuel Manuard      | Actual                 | 17 dagen, 17 uren en 7 minuten  | Jean-Pierre Dick Jérémie Beyou       | Virbac Paprec 3       | 15 dagen, 18 uren en 13 minuten |
| 2013   | Itajaí            | 44         | Sébastien Josse Charles Caudrelier | Edmond de Rothschild   | 11 dagen, 5 uren en 3 minuten   | Vincent Riou Jean Le Cam             | PRB                   | 17 dagen en 41 minuten          |

Evenementen: Admiral's Cup · America's Cup · Audi MedCup · Cowes Week · Extreme Sailing Series · Kieler Woche · Louis Vuitton Cup · Olympische Spelen · RC44 Championship Tour · Ronde om Texel · 52 Super Series · Vintage Yachting Games · WK Zeilen

Oceaanwedstrijden: Barcelona World Race · Bermuda Race · Cape to Rio Yacht Race · Fastnet Race · Jules Verne Trofee · Mini Transat · OSTAR/Transat · Route du Rhum · Solitaire du Figaro · Sydney to Hobart Yacht Race · Transat Jacques Vabre · Transpacific Yacht Race · Velux 5 Oceans Race · Vendée Globe · Volvo Ocean Race